# Leucadendron elimense
Leucadendron elimense är en tvåhjärtbladig växtart. Leucadendron elimense ingår i släktet Leucadendron och familjen Proteaceae.

## Underarter
Arten delas in i följande underarter:
- L. e. elimense
- L. e. salteri
- L. e. vyeboomense